# Reunião no Automóvel Clube
A reunião no Automóvel Clube foi uma solenidade de sargentos da Polícia Militar e Forças Armadas do Brasil, em 30 de março de 1964, no Rio de Janeiro, na qual discursou o Presidente da República João Goulart. Ocorrendo em meio à repercussão da Revolta dos Marinheiros, foi um dos fatores imediatos do golpe de Estado iniciado no dia seguinte.
Dias antes, os movimentos de praças (baixas patentes militares), cujo apoio o presidente buscava obter, haviam estado no centro de um motim na Marinha, e a resposta de Goulart fora  considerada insuficiente para a oposição e os militares. Porém, o presidente não recuou e, embora advertido que seu comparecimento seria provocação política, reuniu-se com os sargentos e os mesmos marinheiros dos dias anteriores. Em seu discurso, considerado por grande parte dos autores como mais radical, insistiu que as reformas de base seriam conseguidas, apontou o golpe de Estado iminente e defendeu-se das críticas de que fosse inimigo da disciplina e hierarquia militares, transferindo essa acusação para seus inimigos. A repercussão foi negativa entre os oficiais, que discordavam de sua definição de disciplina e viam quebra de hierarquia na sua relação direta com as praças.
O discurso foi um dos fatores que impediram uma reação efetiva de militares legalistas ao golpe de Estado. Com a queda do presidente, o evento representou assim um dos momentos finais da República Populista e da carreira pública de Goulart.

## Comparecimento
O mês de março de 1964 foi ponto de inflexão para o Governo João Goulart, marcando o comprometimento do presidente com as esquerdas e o fortalecimento de sua oposição. A reação branda à Revolta dos Marinheiros desacreditou o governo entre a oficialidade militar, e as conspirações em curso estavam prestes a se materializar em um golpe de Estado. No dia 28 a cúpula dos conspiradores em Minas Gerais reuniu-se para seus últimos preparativos, enquanto o grupo do general Castelo Branco definiu no dia 29 que a derrubada do presidente seria em 2 de abril.
A comemoração dos 40 anos da Associação dos Subtenentes e Sargentos da Polícia Militar estava marcada para o dia 30 no Automóvel Clube e o presidente estava convidado. Embora uma solenidade como aquela fosse corriqueira e já estivesse marcada com bastante antecedência, as circunstâncias davam nova conotação ao evento: era um encontro com subalternos militares em meio à repercussão de um motim de subalternos, conduzido por um governante que pretendia ter uma base de apoio entre os sargentos para reagir a uma possível investida dos oficiais.
Vários assessores advertiram Goulart contra o comparecimento, assim como militares legalistas, como o brigadeiro Francisco Teixeira. O secretário de Imprensa do presidente, Raul Ryff, e os deputados Tancredo Neves, Doutel de Andrade e Tenório Cavalcanti foram contra. Para Tancredo, o presidente deveria enviar um representante, mas sua presença pessoal seria uma provocação política; comparecer, “somente se o presidente estivesse às vésperas de uma luta armada e dali saíssem tropas para o combate.” Naquelas circunstâncias, o comparecimento seria aos olhos do oficialato a continuidade da quebra da disciplina e hierarquia. Entretanto, Goulart sentia-se respaldado pelo dispositivo militar do general Assis Brasil, não queria demonstrar fraqueza e “acreditava que, comparecendo ou não, sua atitude não mudaria o curso dos acontecimentos.”
O presidente chegou antes das 20:00, com a presença da esposa Maria Thereza e os ministros Assis Brasil, do Gabinete Militar, Abelardo Jurema, da Justiça, Wilson Fadul, da Saúde, Amaury Silva, do Trabalho, Expedito Machado, da Viação e Obras Públicas, Anísio Botelho, da Aeronáutica, e Paulo Mário da Cunha Rodrigues, da Marinha.
De 26 mil sargentos no Rio de Janeiro, os organizadores esperavam 10 mil, mas só compareceram ao redor de dois mil. Abelardo Jurema nota que os dois mil presentes não eram dois mil militares, pois suas famílias e civis também estavam no salão. Dos presentes, é provável que predominassem integrantes da Polícia Militar. A presença do Exército era mínima, pois os comandantes não liberaram a saída dos quartéis. Não houve incidentes disciplinares contra essa medida. A presença dos policiais militares era relevante pelo fato de sua corporação ser o braço armado do governador oposicionista Carlos Lacerda. Compareceram também marinheiros, cabos e fuzileiros navais, e duas figuras da crise na Marinha, José Anselmo dos Santos, o “cabo Anselmo”, e Cândido Aragão, comandante do Corpo de Fuzileiros Navais, estavam presentes com grande destaque. Entre os presentes havia integrantes do Comando Geral dos Trabalhadores, Pacto de Unidade e Ação, Ação Popular e Política Operária e brizolistas, comunistas e nacionalistas.

## Discursos
Além do presidente, discursaram vários outros oradores, entre eles Abelardo Jurema e José Anselmo dos Santos. O sargento e deputado Antônio Garcia Filho falou em “rejeitar as cúpulas alienadas e reacionárias”, enquanto o subtenente Antônio Sena Pires definiu: “Lutamos contra a exploração alienígena e concorremos para a politização do povo brasileiro, que não tolera mais o capital estrangeiro colonizador ou os trustes estrangeiros e os nacionais.” Outros sargentos discursaram em defesa de mudanças na Constituição, reformas sociais e mudanças nos regulamentos militares, além de declarar seu apoio ao presidente e a unidade dos setores pró-reformas.
O discurso de Goulart começou após as 22:00 e às 23:35 ele já estava de volta ao Palácio Laranjeiras. Suas palavras foram divulgadas por rádio e televisão, com a transmissão televisiva restrita ao Rio de Janeiro. Ele discursou “tenso, com olheiras”, com “uma fisionomia preocupada, cansada, constrangida”, falando com indecisão, sem “a precisão e o tom sedutor bastante conhecidos.” Levou um texto mais moderado, escrito “a várias mãos, entre as quais as de Raul Ryff e Jorge Serpa”, ou ainda, escrito em grande parte por Luís Carlos Prestes, mas falou de improviso.
A possibilidade de um golpe de Estado foi explicitada, e Goulart partiu para a ofensiva. O primeiro termo utilizado foi “crise”, que atribuiu aos setores da elite e investidores estrangeiros contrariados pelas suas propostas. Denunciou a ação do Instituto Brasileiro de Ação Democrática, que havia financiado políticos conservadores, rebateu as críticas de que fosse contra a família e a Igreja Católica e atacou os “sabotadores” e “reacionários”. Falou sobre suas reformas de base, mas os tópicos mais importantes foram sua relação com os sargentos e a hierarquia e disciplina militares.
Ao mesmo tempo que justificava sua resposta à Revolta dos Marinheiros, declarou-se defensor da coesão das Forças Armadas, respondendo a críticas como as enunciadas por Castelo Branco. Chamou os golpistas de verdadeiros violadores da disciplina e hierarquia, relembrando que alguns deles, em 1961, haviam prendido sargentos e oficiais (como o marechal Henrique Teixeira Lott) defensores da legalidade. Definiu a disciplina como sendo fundamentada no respeito recíproco e, insistindo que os sargentos obedecessem à hierarquia legal, aludiu a uma ligação com ele, e não com os oficiais, no caso deles praticarem “sectarismo” ou se oporem aos “sentimentos do povo brasileiro”. Garantiu que, apesar da oposição, as reformas de base seriam conseguidas, e “Ninguém mais se pode iludir com um golpe contra o governo, contra o povo”. Concluiu:
Não admitirei o golpe dos reacionários. O golpe que nós desejamos é o golpe das reformas de base, tão necessárias ao nosso país. Não queremos Congresso fechado. Ao contrário, queremos Congresso aberto. Queremos apenas que os congressistas sejam sensíveis às mínimas reivindicações populares.

O presidente “nem parecia o Jango conciliador tão combatido pelas esquerdas”.
Boa parte dos autores consideram o discurso como uma radicalização e mesmo como um suicídio político, como Thomas Skidmore, para o qual o tom foi de uma “beligerante oração de despedida” no qual “recusou-se a fugir à responsabilidade dos ataques à disciplina militar”, e Marco Antonio Villa, cuja avaliação é de que se tratava de um testamento para dar base a um futuro retorno à política. Uma interpretação alternativa é de que o objetivo do discurso seria, ao contrário, preservar o mandato do presidente através do apoio dos sargentos.

## Reações
O Ultima Hora chegou às bancas no dia seguinte com avaliações otimistas, embora seu fundador Samuel Wainer tenha escrito nas suas memórias que foi contrário ao comparecimento do presidente. Já Luís Carlos Prestes, secretário-geral do Partido Comunista, avaliou dezoito anos depois que o evento foi “uma inversão de toda a hierarquia e facilitou o golpe”. O senador Ernâni do Amaral Peixoto, após ouvir o discurso, julgou que “O Jango não é mais presidente da República”. Oficiais legalistas e nacionalistas percebiam a gravidade da situação e estavam contrariados. O ministro da Aeronáutica, que estava na reunião, depois ordenou a prisão de um dos sargentos por seu discurso. O tenente-coronel Alfredo Arraes de Alencar, que servia na Secretaria do Conselho de Segurança Nacional, viu como certa a ocorrência de um golpe de Estado.
Na memória militar, o evento é lembrado como um dos eventos motivadores da adesão da maioria neutra da oficialidade ao golpe. A reunião aparece junto com a Revolta dos Sargentos de 1963 e, em 1964, a Revolta dos Marinheiros e o Comício da Central. Somada a esses eventos, a impressão dos oficiais, incluindo os legalistas, era que o próprio presidente incentivava a indisciplina militar. Sua definição de disciplina — produto do respeito recíproco — não era a existente nas Forças Armadas, nas quais sua base é a obediência. O conceito de disciplina dos oficiais não incluía, como pretendia Goulart, a participação política de seus comandados. Os conceitos hierárquicos também foram feridos, pois o presidente dirigiu-se diretamente às baixas patentes para questionar o que faziam as altas. Porém, como o desencadeamento da rebelião já estava em curso desde o dia 28, o golpe teria ocorrido mesmo se o teor do discurso fosse outro.
Os conspiradores, por sua vez, gostaram do discurso por empurrar os demais oficiais contra o presidente, como era a opinião de Ernesto Geisel, que o assistiu junto com Golbery do Couto e Silva e Castelo Branco. Eles estavam apenas à espera de um pretexto para derrubar o presidente. Às 05:00 do dia 31, em Juiz de Fora, o general Olímpio Mourão Filho deflagrou a ofensiva com uma série de telefonemas. Pouco após o golpe, ele definiu a reunião no Automóvel Clube como o estopim para sua decisão, entendimento também presente entre os historiadores. Já nas suas memórias, narrou ter percebido depois do jantar que teria de dar a partida na madrugada do dia seguinte. Depois disso, assistiu o discurso na televisão por insistência de sua esposa. Sua decisão consistiu no acionamento de amplos preparativos e não num gesto passional.
O apoio dos sargentos não se materializou durante o golpe, e sua obediência hierárquica no Exército se manteve, ocorrendo o rápido colapso da situação militar do governo. A reunião já foi chamada de “último ato do Governo João Goulart e da V República”, assim como a última aparição pública de Jango, embora suas palavras no aeroporto de Brasília, na noite de 1 de abril, sejam também citadas como suas últimas em público.

### Citações
1. ↑  Schwarcz & Starling 2015, cap. 17.
2. ↑  Ferreira & Gomes 2014, cap. 16.
3. ↑  Pinto 2015, p. 114-115.
4. ↑  Skidmore 1982, p. 361-362.
5. 1 2  Ribeiro 2013, p. 199.
6. 1 2 3 4  Ruiz 2018, p. 51-52.
7. ↑  Ferreira 2011, p. 454-455.
8. ↑  Atassio 2007, p. 94-95.
9. 1 2 3 4 5  Ferreira & Gomes 2014, cap. 20.
10. ↑  Moraes 2011, p. 113.
11. ↑  Figueiredo 1964, p. 233.
12. 1 2  Bandeira 1978, p. 177.
13. 1 2 3  Ferreira 2011, p. 457.
14. 1 2  Jurema 1964, pp. 172-173.
15. ↑  Zimmermann 2013, pp. 90-91.
16. 1 2 3 4 5  Moraes 2011, p. 115.
17. ↑  Almeida 2010, p. 77.
18. ↑  Moraes 2011, p. 112.
19. ↑  Ferreira 2011, pp. 457-458.
20. ↑  Rolim 2009, pp. 224-225.
21. 1 2 3 4 5  Gaspari 2014.
22. ↑  Ferreira 2011, p. 460.
23. ↑  Callado 1964, p. 266.
24. 1 2 3 4 5 6 7 8 9  Villa 2014.
25. 1 2  Rolim 2009, p. 223.
26. ↑  Ribeiro 2013, pp. 199-203.
27. ↑  Ribeiro 2013, pp. 199-200.
28. ↑  Ferreira 2011, pp. 458-459.
29. 1 2 3  Ribeiro 2013, pp. 200-201.
30. ↑  Skidmore 1982, p. 362.
31. ↑  Ferreira 2011, pp. 459 e 461.
32. ↑  Almeida 2010, pp. 17-18.
33. ↑  Ferreira & Gomes 2014, cap. 21.
34. ↑  Ribeiro 2013, p. 200.
35. ↑  Faria 2013, p. 368.
36. 1 2  Gomes 1964, p. 103.
37. ↑  Mourão Filho 2011, pp. 380 e 453.
38. ↑  Ruiz 2018, p. 52.
39. ↑  Dines 1964, p. 338.